# آن أودونيل
آن أودونيل (بالإنجليزية: Ann O'Donnell) هي مبارزة بالسيف أمريكية، ولدت في 8 مارس 1947 في بايون في الولايات المتحدة.

## وصلات خارجية
- آن أودونيل على موقع أوليمبيديا (الإنجليزية)